# گریگوری پتر بیستم قابرویان
گریگوری پتر بیستم قابرویان (ارمنی: Գրիգոր Պետրոս Ի. Կապրոյեան؛  ۱۴ نوامبر ۱۹۳۴ – ۲۵ مهٔ ۲۰۲۱) کشیش کاتولیک ارمنی‌تبار اهل سوریه بود. کشیش کاتولیک ارمنی‌تبار اهل لبنان است که پاتریارک کلیسای کاتولیک کیلیکیه می‌باشد.

## زندگی‌نامه
وی در ۱۴ نوامبر ۱۹۳۴ در حلب به دنیا آمد  وی در ۲۵ مه ۲۰۲۱ در سن ۸۶ سالگی در بیروت درگذشت.